# Arctogeophilus wolfi
Arctogeophilus wolfi är en mångfotingart som först beskrevs av Ribaut 1912.  Arctogeophilus wolfi ingår i släktet Arctogeophilus och familjen storjordkrypare.
Artens utbredningsområde är Tyskland. Inga underarter finns listade i Catalogue of Life.